# Papaver czekanowskii
Papaver czekanowskii là một loài thực vật có hoa trong họ Anh túc. Loài này được Tolm. mô tả khoa học đầu tiên.